# Troiță maramureșeană
Din punct de vedere al valorii culturale, se disting troițele de hotar. "Există indicii că, încă de la începutul sec. al XVII-lea, în mai multe comunități maramureșene existau troițe de hotar, monumente complexe, sculptate în lemn. S-a păstrat doar Troița Rednicenilor (foto) din hotarul comunei Berbești, datată în sec. al XVIII-lea și care, prin elementele ce o compun și prin tratarea lor sculpturală, se înscrie în stilul gotic" (M. Dăncuș, 1986).
Familia Rednic, având descendență nobiliară, cu rezidența în Giulești, pe Valea Marei, a dat Maramureșului numeroși preoți și dregători ai comitatului. Un membru ilustru al familiei a fost Atanasie Rednic (născut în 1722, în satul Giulești și decedat în 1772 la Blaj), episcop al Bisericii Române Unite cu Roma. Troițele de hotar, pe lângă însemnul lor de factură religioasă, creștină, aveau semnificații raportate la credințe (și superstiții) mult mai vechi și înrădăcinate în subconștientul românilor. Acestea erau amplasate de obicei în bifurcații și intersecții de drumuri, unde se credea că spiritele malefice au puteri sporite și pot pune stăpânire pe drumeți. Astfel, troițele de hotar erau integrate unui sistem profilactic cu conotații magice (magia albă).
Biserica a înțeles necesitatea de a prelua practicile de exorcizare și purificare a acestor locații, încurajând, totodată, amplasarea monumentelor la răspântiile drumurilor de țară: "Troițele de la intersecții de drumuri își au rostul lor. Spiritele rele fug din acel loc și din acea zonă. Preotul, când sfințește troița, se roagă astfel: Trimite acum harul Preasfântului Tău Duh peste acest semn al crucii și-l binecuvântează, îl sfințește și-i dă lui ca să fie semn înfricoșător și tare asupra tuturor vrăjmașilor văzuți și nevăzuți (Molitvelnicul; Rânduiala sfințirii crucii și troiței). Când treci pe lângă o troiță și te închini înaintea ei parcă simți că te apropie ceva de ea, parcă o energie te atrage, îți dă mângâiere, liniște" (Arhim. Ioachim Pârvulescu, 2004)
În opinia altor cercetători, troițele maramureșene ar fi ultimele relicve ale crucilor dacice (cele trei extremități superioare depășesc cercul), ca simbol păgân al unui ancestral cult solar practicat de populația geto-dacă (v. R. Vulcănescu, 1987, p. 202, 367, 472).
Troițele, din lemn sau din piatră, sunt nelipsite din curtea bisericilor maramureșene. În perimetrul bisericii din Budești (monument UNESCO) atrage atenția "o troiță de piatră, cu un Christ ruginit". În Ieud, la biserica din vale, (hramul "Nașterea Maicii Domnului", 1717) există o troiță deosebită, realizată (în 1935) de artistul Traian Bilțiu-Dăncuș. Cu timpul, meșterii locali au miniaturizat aceste monumente, conferindu-le rol de cruce funerară.
Din a doua jumătate a secolului XX, semnificația primară a troițelor s-a minimalizat, accentul căzând cu precădere pe caracterul funerar, probabil sub influența și notorietatea de care s-a bucurat "Cimitirul Vesel" din Săpânța. 
Principesa Ileana a României, al șaselea copil al regelui Ferdinand și al reginei Maria, fostă arhiducesă de Austria, s-a autoexilat în Statele Unite. S-a călugărit, devenind stareță ("Maica Alexandra") la mănăstirea "Schimbarea la față" din Ellwood City, Pennsylvania. Înainte de a se stinge din viață (21 ianuarie 1991), a cerut să i se pună la căpătâi o troiță, sculptată „ca prin părțile Maramureșului”.
Marele poet român Nichita Stănescu (1933-1983), de patru ori premiat de Uniunea Scriitorilor din România, laureat al Premiului Herder (1975) și membru (postum) al Academiei Române, odihnește în Cimitirul Bellu din București, mormântul lui fiind împodobit cu o troiță realizată în Maramureș, oferită prinos de organizatorii Serilor de Poezie de la Desești.
După Revoluția din 1989, țara a fost împânzită de troițe maramureșene pentru a comemora eroii din decembrie. Primul monument a fost amplasat, în primele luni ale anului 1990, în fața Catedralei din Timișoara, operă a artistului lăpușean Alexandru Perța Cuza. De altfel, acesta afirmă că, în ultimii ani, este autorul a peste 1.400 de troițe.
De asemenea, o troiță a eroilor este amplasată în Baia Mare (Piața Revoluției), altele în București - la Televiziunea Română, la Universitate, la Spitalul Colțea, la Popești-Leordeni.